# Ксения Петрова
Ксения Семьоновна Петрова (1892 – 1942) е ерзянска поетеса, писателка и драматург.

## Биография
Родена е през 1892 г. в град Бугуруслан, Самарска губерния, в семейството на безимотни работници.
В училище учи само 3 месеца, ограмотява се сама.
През 1919 г. тя преминава изпита за учителка и започва да преподава в училище, като участва активно в ликвидирането на неграмотността сред възрастните.
В годините на Гражданската война се сражава срещу белогвардейците и чехословашките бунтовници в Бугурусланския район. Тогава е тежко ранена.
През 1920 г. става ръководител на Бугурусланския околийски отдел на народната просвета.
През 1921 година е на културно-просветителна работа в Москва в Мордовската секция и едновременно е инструктор в комисариата на националностите.
През 1923 г. след завръщането си в Самарска губерния работи като началник на семиленското училище в село Бинарадка Старо-Буянска община.
От 1926 до 1932 година е преподавателка по роден език в Мало-Толкайския педагогически техникум. През тези години е безспорен лидер в драматичния клуб и студентския самодеен театър.
Бугуруслански окръг отдавна е сред важните центрове на формиране на ерзянската национална култура и литература. От там в литературата отиват голяма група поети, учени и писатели — П. С. Кириллов, Т. А. Раптанов, В. К. Радаев, А. Моро, А. М. Лукянов и други, в това число известни ерзянски поети и разказвачи като А. В. Нели, К. Г. Батраев, И. П. Новокаев, Д. П. Бузуев, I. V. Губернски, И. П. Верховцев, С. М. Люлякина.
През 1932 г. се премества в Саранск, за да преподава роден език и литература в Комвуз и ръководи научноизследователска работа.
От 1936 до 1942 г. е учителка в село Стари Борове, Клявлински район, Куйбушева област.
Литературна ѝ дейност започва с текстове и пиеси в едно действие (1926).
Умира през 1942 г., погребана е в село Стари Сосн, Клявлински район, Куюбишевска (Самарска) област.